# Leskiola asiatica
Leskiola asiatica là một loài ruồi trong họ Tachinidae.